# 刘该
刘该（？—405年），彭城郡彭城县丛亭里（今江苏省徐州市）人，西晋司隶校尉刘讷的后裔，东晋、北魏官员。

## 生平
太元二十一年五月乙卯（396年7月4日），散骑常侍刘该出任徐州刺史，镇守鄄城。隆安五年（401年）七月，北魏兖州刺史长孙肥率领步兵和骑兵两万人向南进攻抵达许昌，向东抵达彭城，刘该派遣使者拜谒长孙肥请求投降，向北魏朝廷贡献本地土产。之后刘该又归附东晋。义熙元年（405年）五月，东晋北青州刺史刘该反叛，引领北魏为援军，清河郡阳平郡二郡太守孙全聚集部众响应刘该。六月，北魏豫州刺史索度真、大将军斛斯兰攻打徐州，进攻相县，将东晋宁朔将军羊穆之围困在彭城。羊穆之向东晋朝廷告急，刘裕派遣弟弟南彭城郡内史刘道怜率领军队前往救援。东晋军队到达陵栅，斩杀了孙全，推进到彭城后，索度真和斛斯兰退兵。刘道怜和宁远将军孟龙符、龙骧将军孔隆、羊穆之等人追击，索度真和斛斯兰逃向相城。东晋军队又追击到光水沟，刘该被斩杀，大部分的北魏军队或是被杀死或是投水自杀。

## 家庭

### 夫人
- 清河崔氏，前燕黄门侍郎崔潜之女，北魏司徒崔浩的姑姑[8][9]

### 子女
- 刘逊之，刘宋东平郡太守
- 刘邕，刘宋兖州长史
- 刘抚之